# Musée des Beaux-Arts de Carcassonne
Das Musée des Beaux-Arts de Carcassonne ist ein Kunstmuseum in der Bastide Saint-Louis in Carcassonne.

## Geschichte
Das Museum wurde 1836 gegründet und im alten Präsidium der Stadt eingerichtet. Die Initiative kam von Kunst- und Geschichtsliebhabern. Im Jahr 1876 wurden Erweiterungsarbeiten unter der Direktion von Charles Émile Saulnier (1828–1900) durchgeführt. Die um 1900 gebaute Fassade wurde 2015 komplett restauriert.
Die Sammlung setzt sich zusammen aus 102 Malereien von der Société des arts et sciences de Carcassonne im Jahr 1845, aus staatlichem Besitz, von einigen großzügigen Spendern wie Casimir Courtejaire (1876, 1880 und 1884). Er hatte einen Teil der Sammlung des Kardinals Joseph Fesch, Alphonse Coste-Reboulh (1892), Chénier und Raynaud (1893), Delteil (1984), Albert Pla (1990) und Cahuzac (1995) gekauft. Die Sammlung stammt außerdem von den Spenden der l'Association des amis de la ville et de la cité und von Amis du musée oder von Käufen über den Fonds régional d'acquisition des musées. Das Museum besitzt auch eine wichtige archäologische Sammlung. Einige Stücke werden im Lapidarium des Grafenschlosses von Carcassonne bewahrt.
Das Museum, das von 1942 und 1948 geschlossen hatte, beherbergte von 1951 bis 1961 einen Teil der Sammlung von surrealistischen Kunstwerken des Dichters Joë Bousquet in einem Raum, der seinen Namen trug.
Seit dem 1. September 2009 wird das Museum der Schule von Carcassonne in der mittelalterlichen Stadt vom Musée des Beaux-Arts verwaltet.

## Gemäldesammlung
Das Museum ist in elf Räumen angesiedelt:
- Raum 1: 16. Jahrhundert und 17. Jahrhundert, französische, italienische und spanische Schule;
- Raum 2: 18. Jahrhundert und die französische, italienische und österreichische Schule;
- Raum 3: Ende des 18. Jahrhunderts und Anfang des 19. Jahrhunderts, französische Schule mit dem Bestand Gamellin und die Goldschmiedekunst;
- Raum 4: André Chenier, Fabre d’Églantine und die napoleonischen Bestände;
- Raum 5: Französische und englische Schule des 19. Jahrhunderts;
- Raum 6: Französische Schule des 19. Jahrhunderts und französische Fayencen;
- Raum 7: Holländische und flämische Schule, Fayencen des 18. Jahrhunderts (Nevers, Marseille, Delph);
- Raum 8: Neo-Impressionismus;
- Raum 9: Das 20. Jahrhundert, Zeit zwischen den Kriegen und die Schule von Paris;
- Raum 10: Das 20. Jahrhundert nach 1945 und das 21. Jahrhundert;
- Raum 11 (René Nelli): Temporäre Ausstellungen.

### Die Werke
Die Sammlungen des Museums bestehen hauptsächlich aus Malereien vom 16. Jahrhundert bis ins 20. Jahrhundert. Die Maler sind José de Ribera, Salvator Rosa, Mattia Preti, Jan Brueghel der Ältere, Paulus Moreelse, Jan van Goyen, Cornelis Norbertus Gysbrechts, David Teniers der Jüngere, Pierre Mignard, Sébastien Bourdon, Pierre Subleyras, Hyacinthe Rigaud, Jean Siméon Chardin, Hubert Robert, Jean-Auguste-Dominique Ingres, Jean-Baptiste Camille Corot, Gustave Courbet, Léon Germain Pelouse, Albert Marquet
Das Museum bewahrt eine wichtige Sammlung der Werke von Jacques Gamelin, geboren in Carcassonne.

#### Malerei

##### Französische Schule des 17. Jahrhunderts
- Ambroise Frédeau (1589–1673), Maler und Bildhauer, Schüler von Simon Vouet, 1640 nahm er den Habit an und 1641 führte er seinen Beruf als Laienbruder im Augustinerkonvent von Toulouse aus: Die Jungfrau und das Jesuskind mit dem Rosenkranz.
- Pierre Mignard (1612–1695), Schüler von Jean Boucher und von Simon Vouet: Porträt einer Hofdame.
- Joseph Parrocel (1646–1704), Maler, Zeichner und Grafiker, genannt le Parrocel des Batailles, Schüler von Jacques Courtois: Kampf zwischen Christen und Türken.
- François Perrier (1594–1649), Maler und Grafiker, Mitbegründer der Académie royale de peinture et de sculpture, Schüler von Horace Le Blanc und von Giovanni Lanfranco: Acis und Galathea.
- Étienne Rendu (1600–1670), Schüler von Jacques Fouquières: Sumpf im Wald.

- Französische Schule des 17. Jahrhunderts
- Ambroise Frédeau, Die Jungfrau und das Jesuskind mit Rosenkranz.
- Pierre Mignard, Porträt einer Hofdame.
- Joseph Parrocel, Kampf der Christen gegen die Türken.
- Joseph Parrocel, Kampf der Christen gegen die Türken.
- François Perrier,
Acis und Galathea.
- Étienne Rendu, Sumpf im Wald.

##### Französische Schule des 18. Jahrhunderts
- Anonym, erstes Viertel des 18. Jahrhunderts: Porträt des Guillaume III Castanier.
- Anonym, Ende des 18. Jahrhunderts: Porträt von André Chénier.
- Henry d'Arles (1734–1784), französischer Maler, bekannt für seine Seestücke und mythologische Szenen, Schüler von Jean-Joseph Kapeller und von Claude Joseph Vernet: Weizengeschäft am Ufer des Tiber; Interieur eines großen Kellers.
- Nicolas Bertin (1667–1736), Schüler von Jean-Baptiste Jouvenet und von Louis Boullogne. Nicolas Bertin bekam 1685 den Prix de Rome. Zyklus von mythologischen Malereien: Acis und Galathea; Jupiter und Danaë; Jupiter und Leda; Perseus befreit Andromeda; Psyche wird von Amor verlassen.
- Cazes dem Jüngeren: Porträt von Madame Louis Chénier, geborene Élisabeth; Porträt von Madame Louis Chénier in griechischem Kostüm; Porträt von Louis-Sauveur Chénier; Die Familie Chénier; Porträt von André Chénier.
- Jean Siméon Chardin (1699–1779), einer der größten französischen Maler des 18. Jahrhunderts, Schüler von Pierre-Jacques Cazes, vor allem bekannt für seine Stillleben. Der Amtstisch oder die Reste eines Mittagessens (1756), berühmtes Bild des Museums; sein Pendant Der Küchentisch, wird im Museum of fine arts in Boston bewahrt. Es stammt aus der Sammlung des Finanziers Ange Laurent Lalive de Jully (1725–1779).
- Pierre-Antoine Demachy (1723–1807), französischer Maler, Schüler von Giovanni Niccolò Servandoni, Spezialist für Ruinenmalerei, Architekturdekore in trompe-l’œil und vor allem Ansichten von Paris: Ruinen einer Kirche. Interieur der Kirche Saints Innocents.
- Jean-Germain Drouais (1763–1788): Ein junger Krieger begleitet von seinem Vater bittet die Götter um den Erfolg seiner Waffen.
- Pierre Ernou (1665–1735), Maler aus Angers, bekannt für seine Porträts: Porträt eines Mannes.

- Französische Schule des 18. Jahrhunderts
- Anonym, Guillaume III Castanier.
- Anonym, Porträt von André Chénier.
- Henry d'Arles,
Interieur eines Kellers (1771).
- Henry d'Arles,
Weizengeschäft am Ufern des Tiber.
- Nicolas Bertin,
Acis und Galathea.
- Nicolas Bertin,
Jupiter und Danaë.
- Nicolas Bertin,
Jupiter und Leda.
- Nicolas Bertin,
Perseus befreit Andromeda.
- Nicolas Bertin,
Psyche wird von Amor verlassen.
- Cazes der Jüngere,
 Porträt von Madame Louis Chénier.
- Cazes der Jüngere,
 Porträt von Madame Louis Chénier in griechischem Kostüm.
- Cazes der Jüngere,
 Die Familie Chénier (um 1773).
- Cazes der Jüngere,
 Porträt von André Marie Chénier (1763).
- Cazes der Jüngere,
 Porträt von Louis Sauveur Chénier (1773).
- Jean Siméon Chardin,
 Der Amtstisch.
- Pierre-Antoine Demachy,
Ruinen des Interieurs der Kirche Saint Innocents.
- Jean-Germain Drouais,
Ein junger Krieger begleitet von seinem Vater bittet die Götter um den Erfolg seiner Waffen.
- Pierre Ernou,
Porträt eines Mannes.

- Jacques Gamelin (1738–1803)[4], französischer Maler, geboren in Carcassonne, Schüler von Jean-Pierre Rivalz und Jean-Baptiste Deshays de Colleville: Die Ohnmacht; Die Frömmigkeit von Kleobis und Biton; Porträt der Familie Guillard (1800); Abraham wird von drei Engeln besucht; Schlacht an der Milvischen Brücke; Kavalerieschock (Jahr VIII, 1799-1800); Kavalerieschock; Kavalerieschock; Studie eines alten Kopfes; Bestattung des heiligen Laurentius; Der Tod des Sokrates; Golgotha; Die Hochzeit von Tobias und Sarah; Die Versprochenen; Trinkgelage; Wachszene; Interieur; Christus jagt die Händler aus dem Tempel, Modelo eines großformatigen Bildes für den Kapitelsaal der Kathedrale Saint-Michel de Carcassonne; Die Vestalinnen; Das Wunder von Bolsena, Kopie einer Skizze von Francesco Trevisani, aufbewahrt in der Académie de Saint-Luc in Rom, Alexander und Diogenes; Porträt von Julie de Puymaurin Marcassus (1775).

- Französische Schule des 18. Jahrhunderts: Werke von Jacques Gamelin
- Die Versprochenen.
- Trinkgelage.
- Kavalerieschock (1781).
- Kavalerieschock (1791).
- Kavalerieschock (1791).
- Kavalerieschock (Landschaft des Roussillon) (1793).
- Kavalerieschock (Jahr VIII, 1799-1800).
- Wachszene.
- Die Frömmigkeit von Kleobis und Biton.
- Heirat von Tobias und Sarah.
- Christus jagt die Händler aus dem Tempel.
- Abraham wird von drei Engeln besucht.
- Die Vestalinnen
- Interieurszene (1784).
- Das Wunder von Bolsena.
- Golgotha.
- Die Bestattung des Heiligen Laurentius.
- Alexander und Diogenes.
- Porträt von Julie de Puymaurin Marcassus.
- Porträt der Familie Guillard (1800).

- Adélaïde Labille-Guiard (1749–1803), Miniatur- und Pastellmalerin, Schülerin von François-Elie Vincent und von Maurice Quentin de La Tour: Frauenporträt.
- Nicolas-Bernard Lépicié (1735–1784), Malschüler von Carle van Loo: Regulus verlässt Rom, um nach Karthago zurückzukehren.
- Tadeusz Kuntze (1727–1793), schlesischer Maler der französischen Schule, er wird im Museum durch ein Bild repräsentiert, das ursprünglich Jacques Gamelin zugeschrieben wurde: Das kranke Kind.
- Jean-Baptiste Paulin Guérin (1783–1855), französischer Maler, Schüler von Vincent Courdouan: Studie eines Männerkopfes.
- Antoine Pesne (1683–1757); Porträtmaler, aktiv in Venedig, dann für den preußischen Hof, Schüler von Charles de La Fosse: Samson und Dalila.
- Jean-Baptiste Pillement (1728–1808): Landschaft.
- Jean Raoux (1677–1734), französischer Maler, Schüler von Antoine Ranc, vor allem bekannt als Porträt und Maler von Genreszenen; Porträt von Nicolas de Poulhariez.
- Hyacinthe Rigaud (1659–1743), französischer Porträtmaler, prix de Rome im Jahr 1682, Mitglied der Académie royale de peinture et de sculpture ab 1700: Francois I Castanier; Guillaume IV Castanier.
- Antoine Rivalz (1667–1735), offizieller Maler von Toulouse, Schüler seines Vaters Jean-Pierre Rivalz, und Marc Arcis und von Raymond Lafage: Porträt von Pierre II de Poulhariez, Capitoul von Toulouse im Jahr 1724.
- Hubert Robert (1733–1808), einer der zentralen Maler des 18. Jahrhunderts: Landschaft mit großen Felsen.
- Pierre Subleyras (1699–1749), Maler der Generation von 1700, Schüler von Antoine Rivalz, prix de Rome im Jahr 1727: Porträt von Madame Pierre II Poulhariez et de sa fille.
- Pierre Augustin Thomire (1724–1808): Porträt von Philippe Fabre d'Églantine.
- Jean-Baptiste Tierce (1737–1794), Maler und französischer Zeichner, Schüler von Jean-Baptiste Marie Pierre, hatte eine Reputation als Landschaftsmaler: Fischfang im Fackelschein.
- Anne Vallayer-Coster (1744–1818), französischer Maler, Schüler von Madeleine Basseporte und von Claude Joseph Vernet. Sie ist spezialisiert auf Porträt und Stillleben, aber sie tat sich auch in Genremalerei und Miniaturen hervor: Blumenbouquet in einem Wasserglas.
- Claude Joseph Vernet (1714–1789), Maler, Zeichner, Grafiker, Schüler von Louis René Vialy und von Philippe Sauvan, berühmt für seine Seestücke: Landschaft mit Kaskade.
- Louis Étienne Watelet (1780–1866), Landschaftsmaler. Ansicht der Civita-Castellana.
- Théodore Caruelle d'Aligny (1798–1871), Landschaftsmaler. Herkules schlägt die Hydra.

- Französische Schule des 18. Jahrhunderts
- Adélaïde Labille-Guiard,
Porträt einer Frau.
- Nicolas-Bernard Lépicié, Regulus verlässt Rom, um nach Rom zurückzukehren.
- Tadeusz Kuntze,
Das kranke Kind.
- Paulin Guérin
Studie eines Männerkopfes (1804).
- Antoine Pesne,
Samson und Delila.
- Jean Raoux
Porträt von Madame Nicolas de Poulhariez.
- Hyacinthe Rigaud
Guillaume IV Castanier.
- Hyacinthe Rigaud
François I Castanier.
- Antoine Rivalz,
Porträt von Pierre II de Poulhariez.
- Hubert Robert,
Landschaft mit großen Felsen.
- Pierre Subleyras,
Porträt von Madame Poulhariez und von ihrer Tochter Anne.
- Pierre Augustin Thomire,
Porträt von Philippe Fabre d'Églantine.
- Jean-Baptiste Tierce,
Fischfang im Fackelschein (1776).
- Anne Vallayer-Coster,
Blumenbouquet in einem Wasserglas.
- Claude Joseph Vernet,
Landschaft mit Kaskade.

##### Französische Schule des 19. Jahrhunderts
- Edmond Aman-Jean (1858–1936), Schüler von Henri Lehmann in der École nationale supérieure des beaux-arts de Paris, Studienkollege von Georges Seurat, mit ihm teilte er ein Atelier: Heiliger Julianus Hospitator.
- Hippolyte Berteaux (1843–1926), französischer Maler, Schüler von Hippolyte Flandrin, Léon Cogniet und Paul Baudry, aktiv in Nantes: Die junge Hirtin.
- Édouard Bertin (1797–1871), Maler und französischer Journaliste, Schüler von Jean-Auguste-Dominique Ingres: Ansicht der Steinbrüche von Cervara.
- Pierre Bouillon: Leonidas benügt sich damit, Kleombrotos zu verbannen.
- Paul-Émile Boutigny (1853–1929), Maler, Illustrator und Direktor französischer Publikationen, Schüler von Alexandre Cabanel: Boule de suif.
- Jean-Eugène Buland (1852–1926), französischer Maler, Schüler von Alexandre Cabanel in der École nationale supérieure des beaux-arts de Paris. Er zählt zu den naturalistischen Malern: Unschuldige Heirat.
- Léopold Burthe (1823–1860), französisch-amerikanischer Maler, Schüler von Amaury-Duval, Mitglied der Nazarener-Bewegung: Sappho spielt die Lyra.
- Alexandre Cabanel (1823–1889), französischer Maler, wird als einer der großen Maler des Second Empire angesehen, zunächst bewundert, dann verschrien, Schüler von François-Édouard Picot: Christlicher Märtyrer steigt in eine Barke.
- Joseph Caraud (1821–1905), französischer Maler, Schüler von Alexandre Abel de Pujol und von Charles-Louis Muller: Die Liebeserklärung.
- Victor Charreton (1864–1936), Landschaftsmaler in der Nachfolge der Impressionisten, Mitbegründer der École de Murol mit Léon Boudal: Häuser im Schnee.
- Louis Émile Dardoize (1826–1901), Maler und Lithograph. Die grüne Nacht.
- Laure de Châtillon (1826–1908), französischer Maler im post-romantischen Stil: Die Option.
- Camille Chazal (1825–1875), französischer Maler, Sohn des Malers Antoine Chazal und ein naher Verwandter des Malers Paul Gauguin: Junges Mädchen an der Meeresküste (1870).
- Fernand Cormon (1845–1924): Die Steinzeit, Rückkehr von der Bärenjagd; Porträt von Madame Cormon.
- Jean-Baptiste Camille Corot (1796–1875), Maler und französischer Grafiker, Schüler von Charles Le Roux und von Stanislas-Henri Rouart. Einer der Gründer der Schule von Barbizon: Landschaft.
- Gustave Courbet (1819–1877), Maler und französischer Bildhauer, führender Kopf der Realisten, Schüler von Charles-Antoine Flajoulot, Charles de Steuben und Nicolas-Auguste Hesse: Die Felsen von Ornans oder die Felsen von Mouthiersers.
- Louis Courtat (1847–1909), französischer Maler: Der Frühling (1878).

- Französische Schule des 19. Jahrhunderts
- Edmond Aman-Jean,
Heiliger Julianus Hospitator (1882).
- Hippolyte Berteaux,
Die junge Hirtin.
- Édouard Bertin,
Ansicht der Steinbrüche von Cervara.
- Pierre Bouillon,
Leonidas benügt sich damit, Kleombrotos zu verbannen.
- Paul-Émile Boutigny,
Boule de suif (1884).
- Jean-Eugène Buland,
Die unschuldige Hochzeit (1884).
- Léopold Burthe,
Sappho spielt die Lyra (1849).
- Alexandre Cabanel,
Christlicher Märtyrer steigt aus einer Barke (1855).
- Joseph Caraud,
Die Liebeserklärung (1877).
- Victor Charreton, Häuser im Schnee.
- Camille Chazal,
Junge Mädchen an der Küste (1870).
- Laure de Châtillon,
Die Option.
- Fernand Cormon,
Porträt von Madame Cormon (1870).
- Camille Corot,
Landschaft.
- Gustave Courbet,
Die Felsen von Ornans (1869).
- Louis Courtat,
Der Frühling (1878).

- Édouard Debat-Ponsan (1847–1913), französischer Maler, Schüler von Alexandre Cabanel: Die Tochter von Jiftach (1876); Die Kühe.
- François-Alfred Delobbe (1835–1920), naturalistischer Maler, Schüler von William Bouguereau und von Thomas Couture. Er gewann zahlreiche Auszeichnungen und Preise, etwa im Jahr 1874 für das Bild Ländlicher Flötenspieler.
- Jean Diffre (1864–1921), Maler aus Toulouse: Der Triumph des Espada (1898).
- Julien Dupré (1851–1910), naturalistischer Maler, Schüler von Isidore Pils und von Henri Lehmann und seinem Schwiegervater Désiré François Laugée: In der Prärie.
- Henry d'Estienne (1872–1949), Mitglied der Académie des beaux-arts, er wurde ausgebildet an der École nationale supérieure des beaux-arts de Paris, Schüler von Jean-Léon Gérôme, er war Porträtmaler und dem Orientalismus zugehörig: Porträt der Großmutter (Salon von 1899).
- Alexandre Falguière (1831–1900), Bildhauer und Maler, Schüler von Albert-Ernest Carrier-Belleuse und von François Jouffroy. In den 1870er Jahren realisierte er großformatige Bilder als Vorstudie für: Kain trägt den Körper von Abel.
- Jules-Alexandre Grün (1868–1938): Die Küche.
- Jacques Guiaud (1810–1876): Ansicht von Villefranche.
- Paul Guigou (1834–1871), Maler, Illustrator und französischer Dichter, spezialisiert in Ansichten der Haute-Provence: Die Hügel von Saint Loup.
- Armand Guillaumin (1841–1927), Maler und Grafiker, einer der ersten und treusten Anhänger des Impressionismus der école de Crozant: Die Waschfrauen.
- Paul Huet, Maler und französischer Grafiker, Schüler von Pierre-Narcisse Guérin und von Antoine-Jean Gros, Vorreiter des Impressionismus: Ansicht aus der Umgebung des Colle di Tenda (Salon von 1849).
- Victor Huguet (1835–1902), orientalistischer Maler, Schüler von Émile Loubon an der École des beaux-arts de Marseille, dann beim orientalistischen Maler Eugène Fromentin in Paris: Am Rand einer Oase (1866).
- Jean-Auguste-Dominique Ingres (1780–1867) französischer Maler, Schüler von Joseph Roques, Jean Suau und von Jacques-Louis David: Studie eines Kopfes und eines Torsos eines Mannes.

- Französische Schule des 19. Jahrhunderts
- Édouard Debat-Ponsan,
Die Tochter von Jiftach (1876).
- Édouard Debat-Ponsan,
Kühe.
- François-Alfred Delobbe,
Ländlicher Flötenspieler (1894).
- Jean Diffre,
Der Triumph des Espada (1898).
- Julien Dupré,
 In der Prärie.
- Henry d'Estienne,
Porträt der Großmutter (1899).
- Alexandre Falguière,
 Kain trägt den Körper Abels (1876).
- Paul Guigou,
 Die Hügel von Saint-Loup (1856).
- Armand Guillaumin,
 Die Waschfrauen.
- Paul Huet,
 Ansicht aus der Umgebung des Colle di Tenda (1849).
- Victor Huguet,
Rand einer Oase (1866).
- Jean-Auguste-Dominique Ingres,
Studie eines Kopfes und eines Torsos eines Mannes. (1797).

- Jean Jalabert (1815–1900), Konservator des Musée des Beaux-Arts de Carcassonne von 1862 bis 1888: La Villetade in der Nähe von Sallèle Cabardès; Porträt von Madame Alphonse Coste-Reboulh, geborene Dussau; Porträt von Van Dyck; Porträt von Françoise Bosquet; Porträt von Jacques Gamelin; Porträt von Marie-Claire Priscille Marguerite de Catellan; Porträt von Raymond de Rolland; Porträt von Alphonse Coste Reboulh en Sorézien; Porträt von Monseigneur de Bezons; Porträt von M. Borel, Anwalt; Miniaturselbstporträt; Porträt von Madame Coste, geborene Reboulh und ihr Sohn Alphonse; Selbstporträt des Künstlers mit Familie (1858).
- Louis-Auguste Lapito (1803–1874), französischer Landschaftsmaler, Schüler von Louis Étienne Watelet im Jahr 1818, dann von François-Joseph Heim. Er debütierte 1827 im Salon de Paris und stellte dort bis 1870 aus: Landschaft (1855).
- Achille Laugé (1861–1944), post-impressionistischer Maler und Lithograph, Schüler von Alexandre Cabanel und von Jean-Paul Laurens: Porträt von Guillaume Peyronnet (1882); Porträt von Madame Astre (1892), ausgestellt im Salon des artistes français im Jahr 1894 und im Salon der Société nationale des beaux-arts; Die Allee von Saules (1896); Porträt einer Frau (1896); Cailhau (1909); Blumen und Birnen (1909); Die Straße von Cailhau (1910); Blumen und Früchte (1910); Der Gasthof (1909); Porträt von Albert Sarraut; Das Bistum von Aleth (1922); Eine Straße in Collioure (1926); Pappelallee (1928).
- Georges Laugée (1853–1937), französischer Maler und Schüler von seinem Vater Désiré François Laugée, er war Freund von Jean-François Millet. Er ist bekannt für seine naturalistische Malerei des ländlichen Lebens: Die ersten Schritte.
- Jean-Paul Laurens (1838–1921), französischer Maler und Bildhauer, Schüler der École supérieure des beaux-arts de Toulouse, dann der École des beaux-arts de Paris, wo er Schüler von Léon Cogniet und von Alexandre Bida war. Bekannt für seine historischen Szenen: Die Befreiung der Verschütteten von Carcassonne, Öl auf Leinwand, huile sur toile, 431 × 351 cm, Staatsdepot im Museum Albi, dann im Musée de Carcassonne im Jahr 1961.
- Henri Lehmann (1814–1882), französischer Maler deutschen Ursprungs, Schüler seines Vaters Leo Lehmann und von Jean Auguste Dominique Ingres. Erfolgreicher Porträtist, er bekam zahlreiche Auszeichnungen.
- Léon Lhermitte (1844–1925), Maler und naturalistischer Grafiker, Schüler von Horace Lecoq de Boisbaudran: Die Ernte.
- Maximilien Luce (1858–1941): Die Wäscherin.
- Évariste-Vital Luminais (1821–1896): Kampf der Römer gegen die Gallier; Der letzte Merowinger.
- Henri Marre (1858–1927), impressionistischer Maler und französischer Pointilist, Schüler der École supérieure des beaux-arts de Toulouse: Häuser und Felsen in Larroque (um 1906).

- Französische Schule des 19. Jahrhunderts
- Jean Jalabert,
Selbstporträt en miniature.
- Jean Jalabert,
 Alphonse Coste-Reboulh en Sorezien.
- Jean Jalabert,
 Porträt von Madame Coste, geborene Reboulh mit ihrem Sohn Alphonse.
- Jean Jalabert,
 Selbstporträt des Künstlers mit Familie (1858).
- Louis-Auguste Lapito,
 Landschaft (1855).
- Achille Laugé,
Porträt von Madame Astre (1892).
- Achille Laugé,
Allee aus Weiden(1896).
- Achille Laugé,
 Der Gasthof (1909).
- Achille Laugé,
Blumen und Birnen (1909).
- Achille Laugé,
Die Straße von Cailhau (1910).
- Achille Laugé,
 Blumen und Früchte (1910).
- Achille Laugé,
Porträt von Albert Sarraut.
- Georges Laugée,
Die ersten Schritte.
- Jean-Paul Laurens,
Die Befreiung der Verschütteten von Carcassonne (Salon von 1879).
- Henri Lehmann,
Der Fischer und die Nymphe (Salon von 1837).
- Léon Augustin Lhermitte,
Die Ernte (Salon von 1874).
- Évariste-Vital Luminais,
Kampf der Römer gegen die Gallier.
- Évariste-Vital Luminais,
Der letzte Merowinger.
- Henri Marre,
 Häuser und Felsen von Larroque (um 1906).

- Henri Martin (1860–1943), post-impressionistischer Maler, Schüler der École supérieure des beaux-arts de Toulouse von 1877 bis 1879 im Atelier von Jules Garipuy, später in Paris wurde er Schüler von Jean-Paul Laurens: Paolo Malatesta und Francesca da Rimini in der Hölle; Selbstporträt als Johannes der Täufer; Landschaft von Lauragais; Der Schmerz; Porträt von Albert Sarraut (1897–1898)[5]
- Eugène Médard (1847–1887): Die Aufklärer.
- Charles-Louis Müller (1815–1892), Historienmaler, Genre und Porträtmaler, Schüler von Antoine-Jean Gros und Léon Cogniet: Aufruf der letzten Opfer des Terreur im Gefängnis Saint-Lazare am 7 Thermidor Jahr II. Depot des Musée de Tarbes im Jahr 1959.
- Léon Germain Pelouse (1838–1891), Landschaftsmaler der Schule von Barbizon. Schüler von Albert Rigolot und von Eugène Galien-Laloue, führender Kopf der École de Cernay: Ein Bauernhaus im Wald; Grandcamp bei Niedrigwasser.
- Marie Petiet (1854–1893): Eingeschlafene Lesende (1882).
- Raphaël Ponson (1835–1904), französischer Maler, bekannt für seine Landschaften der provenzalischen Küste, Schüler von Émile Loubon: Küste in Bandol.
- Henri Rachou (1855–1948) Maler und Konservator: Das Augustinerkloster.
- Édouard Rosset-Granger (1853–1934), Genremaler und Porträtmaler, Landschaftsmaler, Pastellmaler und Illustrator für die Presse und Verlage, Schüler von Alexandre Cabanel, von Édouard Louis Dubufe und von Alexis-Joseph Mazerolle in der École nationale supérieure des beaux-arts de Paris: Orpheus (1884).
- Philippe Émile Roumens (1825–1901): Die Stadt von Carcassonne; Porträt von Paul Lacombe und von seiner Schwester Madame Serre; Porträt einer Frau; Porträt von Alphonse Mahul; Porträt von Jean-Pierre Cros Mayrevieille; Porträt von Monseigneur de La Bouillerie; Porträt von Jean-Paul Raynaud; Porträt des Kanoniker Léopold Verguet; Porträt von Alphonse Coste Reboulh; Porträt von Marie-Thérèse Danés.
- Narcisse Salières (1818–1908), Maler und Illustrateur, Schüler von Paul Delaroche und von Jean-Auguste-Dominique Ingres, eigentlich Porträtist: Porträt von Charles Portal de Moux; Porträt von Achille Mir Félibre Majoral; Porträt von Prosper Lacombe; Cimabue trifft Giotto (1876).
- Jules Salles (1818–1900), französischer Maler, Schüler von Numa Boucoiran in Nîmes und von Paul Delaroche in Paris. Er ist berühmt für seine Porträts, dann für seine Genreszenen: Il Fratelino.
- Léonard Saurfelt, französischer Maler, geboren im Jahr 1849 in Saint-Maur-des-Fossés, aktiv von 1864 bis 1877, besonders in den Niederlanden: Der Markt (1877).
- Jean-Baptiste Jules Trayer (1824–1909), französischer Maler, Sohn des Malers Joseph Jean Trayer. Schüler seines Vaters und von Justin Lequien in der Académie Suisse in Paris. Genremaler, er stellte im Salon ab 1847 aus: Die Arbeit (vor 1876).
- Paul Vayson (1841–1911), Maler und Grafiker, Schüler von Charles Gleyre und von Jules Laurens, er ist bekannt für seine Ansichten der ländlichen Provence: Der Frühling (vor 1888).
- Achille Zo (1826–1901), französischer Maler, Schüler von Thomas Couture. Spezialisiert in thematischer Malerei, Baskische Szenen (corridas, spanische Szenen), außerdem Orientalist.

- Französische Schule des 19. Jahrhunderts
- Henri Martin,
 Selbstporträt als Johannes der Täufer (1883).
- Henri Martin,
 Der Schmerz (vor 1894).
- Henri Martin,
 Landschaft in Lauragais (1891).
- Henri Martin,
 Porträt von Albert Sarraut (1897–1898).
- Eugène Médard,
Die Aufklärer.
- Charles-Louis Müller,
 Aufruf der letzten Opfer des Terreur im Gefängnis Saint-Lazare am 7 Thermidor Jahr II.
- Léon Germain Pelouse,
Ein Bauernhof im Wald.
- Léon Germain Pelouse,
Grandcamp bei Niedrigwasser (1884).
- Marie Petiet, Eingeschlafene Lesende (1882).
- Raphaël Ponson,
 Küste in Bandol.
- Henri Rachou,
 Das Augustinerkloster (1899).
- Édouard Rosset-Granger,
 Orpheus (1884).
- Émile Roumens,
Die Festung von Carcassonne.
- Émile Roumens,
 Porträt einer Frau.
- Narcisse Salières,
 Porträt von Charles Portal de Moux (avant 1870).
- Narcisse Salières,
 Cimabue trifft Giotto (1876).
- Jules Salles,
 Il Fratellino (vor 1876).
- Léonard Saurfelt,
Der Markt (1877).
- Jean-Baptiste Jules Trayer,
Die Arbeit.
- Paul Vayson,
Der Frühling.
- Achille Zo,
Das Tor von Toledo (1869).

##### Französische Schule des 20. Jahrhunderts
- Servais Detilleux (1874–1940), belgischer Maler, Grafiker und Bildhauer: Die Frau in Rot.
- Albert Marquet (1875–1947), post-impressionistischer Maler, Schüler von Gustave Moreau in der Beaux-Arts de Paris: Quai von Conti im Herbst.
- Henri Vergé-Sarrat (1880–1966): Kloster von Pino, Cap Corse.
- Roger Grillon (1881–1938): Lagrasse, Straße von Ribaute.
- René Magritte (1898–1967): elf Zeichnungen für das Manuskript Les roses de janvier geschrieben im Jahr 1939 von Joë Bousquet (1897–1950).
- Serge Poliakoff (1900–1969): Abstrakte Komposition (1969).
- César Baldaccini, genannt César (1921–1992): Finger, Bronze.
- François Morellet (1926–2016): Geometree 86016F (1986).
- Peter Klasen (1935): Drei fragile DB219 rot (1988).
- Pierre Sulmon (1932–2008): Infolge einer Schenkung im Jahr 2023 besitzt das Museum 156 seiner Werke in der Sammlung.[6]

- Französischer Schule des 20. Jahrhunderts
- Albert Marquet,
Quai von Conti im Herbst.
- Roger Grillon: Lagrasse, Straße von Ribaute

##### Deutsche Schule
- Otto Brandt (1828–1892), deutscher Maler. Von 1850 bis 1852 arbeitete er als Illustrator in Berlin. Von 1850 bis 1856 nahm er an Ausstellungen der Akademie von Berlin teil. Gegen 1853 ging er zurück nach Paris, wo er im Atelier von Léon Cogniet studierte. Er arbeitete in seiner Zeit in Rom im Jahr 1854 hauptsächlich als Landschaftsmaler: Bäuerin mit Kind.
- Christian Seybold (1695–1768), deutscher Barockmaler, berühmt für seine Porträts: Selbstporträt.

- Deutsche Schule
- Otto Brandt,
Bäuerin mit Kind.
- Christian Seybold,
Selbstporträt.

##### Italienische Schule
- Marco Benefial (1684–1764), neoklassischer Maler, Schüler von Carlo Cignani, er nahm an der Dekoration der Sakramentskapelle der Peterskirche in Rom teil: Rast der Heiligen Familie auf der Flucht nach Ägypten.
- Carlo Labruzzi (1748–1817), römischer neoklassischer Maler, Direktor der Accademia di Belle Arti von Perugia: Die Kaskaden von Terni.
- Giovanni Lanfranco (1582–1647), italienischer Barockmaler, Schule von Parma, Schüler von Agostino Carracci: Die Trennung des heiligen Petrus und des heiligen Paulus. Depot des Musée de l'Histoire de France.
- Andrea Locatelli (1695–1741), italienischer Landschaftsmaler, Schüler seines Vaters Giovanni Francesco Locatelli: Reisende überfallen von Räubern am Waldrand; Landschaft.
- Francesco Noletti (1611–1654), genannt Der Malteser wegen seines maltesischen Ursprungs, lange Zeit bekannt unter dem Namen Francesco Fieravino bis zur Entdeckung seiner wahren Identität Anfang der 2000er Jahre. Spezialist für Stillleben mit Teppichen und Vorhängen: Stillleben mit Teppich.
- Giuseppe Palizzi (1812–1888), italienischer Maler, Schüler von Anton Sminck van Pitloo und von Gabriele Smargiassi. Romantischer Landschafts- und Tiermaler mit Nähe zur Schule von Posillipo.
- Mattia Preti (1613–1699): Die Verleugnung des Heiligen Petrus.
- Giovanni Richa (1600–1650), neapolitanischer Maler: Heiliger Antonius der Große.
- Salvator Rosa (1615–1673): Kopf eines Soldaten.
- Giuseppe Sacchi, italienischer Barockmaler, aktiv in der zweiten Hälfte des 17. Jahrhunderts in Rom: David im Gebet.
- Pietro della Vecchia (1602–1678): Der Maultiertreiber; Die Frau des Maultiertreibers.
- José de Ribera (1591–1652): Die Tränen des Heiligen Petrus.

- Italienische Schule
- Marco Benefial,
Rast der Heiligen Familie während der Flucht nach Ägypten.
- Carlo Labruzzi,
 Die Kaskade von Terni.
- Giovanni Lanfranco,
Die Trennung des Heiligen Petrus und des Heiligen Paulus.
- Andrea Locatelli,
Landschaft.
- Andrea Locatelli,
Reisende überfalllen von Räubern am Waldrand.
- Francesco Noletti,
Stillleben mit Teppich.
- Giuseppe Palizzi,
Interieur eines Schafstalls.
- Giovanni Richa,
 Heiliger Antonius der Große.
- Giuseppe Sacchi,
 David im Gebet David.
- Pietro della Vecchia,
Der Maultiertreiber.
- Pietro della Vecchia,
 Die Frau des Maultiertreibers.

##### Holländische Schule
- Quirijn van Brekelenkam (1622–1669): Das Kirchengebet.
- Anthonie Jansz. van der Croos (1606–1662), niederländischer Maler des Goldenen Zeitalters, bekannt für seine Flusslandschaften, Wälder mit Dörfern oder Schlössern im Hintergrund. Sein Werk wurde von Jan van Goyen beeinflusst: Ansicht von Leyde.
- Henry Ferguson (1665–1730) ist ein Maler des Goldenen Zeitalters, Sohn und Schüler von William Gouw Ferguson. Er starb in Toulouse: Landschaft mit Hirtin und Herde in antiken Ruinen.
- Barend Graat, niederländischer Historienmaler und Maler von Retabeln, Landschaften und Porträts im Goldenen Zeitalter. Er ist ebenso bekannt als Grafiker und Zeichner: Porträt einer Familie in einer Landschaft.
- Dirck Hals (1591–1656), niederländischer Maler der Vereinigten Provinzen des Goldenen Zeitalters. Jüngster Bruder von Frans Hals, er malte vor allem Genreszenen: Galante Szene.
- Joris van der Haagen (1615–1679), niederländischer Maler des Goldenen Zeitalters. Er ist bekannt für seine Landschaftsmalereien: Umgebung von Arnhem.
- Abraham Hondius (1631–1691): Bärenjagd.
- Jan van Huijsum (1682–1749) Historienmaler, Porträt-, Gefechts-, Marine- oder Blumenmaler: Blumen und Früchte (Depot des Musée des beaux-arts de Pau)
- Jan Lagoor (1620–1660), geboren in Gorinchem im Jahr 1645 nach Haarlem übergesiedelt, wo er Mitglied der Lukasgilde von Harlem wurde. Im Jahr 1649 wurde er Mitglied der Gilde und im Verlauf der Jahre 1645–1651 Mitglied des Schützenvereins von Harlem. Im Jahr 1653 ging er nach Amsterdam. 1659 ging er Konkurs und verließ die Stadt: Bewaldete Landschaft.
- Nicolas Maes (1634–1693), holländischer Maler, bekannt für seine Genreszenen und seine Porträts, Schüler von Rembrandt: Kind und Triton. Sichergestelltes Werk am Ende des Zweiten Weltkrieges, vom Staat abgegeben im Jahr 1954; wartet auf seine Restitution.
- Paulus Moreelse (1571–1638) Maler und niederländischer Architekt des Goldenen Zeitalters; Schüler des Delfter Porträtisten Michiel van Mierevelt: Madame Van Schurman.
- Aernout van der Neer (1603–1677): Holländische Stadt am Rand des Kanals.
- Jan van Goyen (1596–1656) Kunsthändler, Maler und Zeichner des Goldenen Zeitalters, Schüler von Esaias van de Velde: Bauernhof an der Küste.
- Martinus Schouman (1770–1848), Maler der nördlichen Niederlande, Schüler und Neffe von Aert Schouman, er ist bekannt für seine Seestücke und seine Landschaften. Er war Mitglied der Société royale des beaux-arts de Bruxelles: Seestück.
- Cornelis van Spaendonck (1756–1839), niederländische Maler aus Tilburg, Schüler von Guillaume-Jacques Herreyns. Er leitete eine Zeit lang die Porzellanmanufaktur in Sèvres. Er ist vor allem für seine Blumenstillleben bekannt.
- David Teniers der Ältere (1582–1649), flämischer Maler und Gemäldehändler. Bruder von Juliaen Teniers, Vater von David Teniers dem Jüngeren und Großvater von David Teniers III.: Holländisches Interieur, Kabinett eines Alchemisten.
- David Teniers der Jüngere (1610–1690), Maler, Grafiker, Zeichner, Miniaturist und flämischer Kopist, besonders bekannt dafür, das ländliche Genre entwickelt zu haben: Die Holzfäller.
- Willem van de Velde der Jüngere (1633–1707), Maler von Seestücken, Sohn von Willem van de Velde dem Älteren, Schüler von Simon de Vlieger: Seestück.
- Nicolaas Verkolje (1673–1746), Grafiker und Maler: Amor schläft bei Venus.
- Jacob de Wet (1610–1672), niederländischer Maler des goldenen Zeitalters. Er ist bekannt für seine Porträts von biblischen Personen und Landschaften: Geburt Christi.
- Domenicus van Wijnen (1661–1695), Maler des Goldenen Zeitalter, Schüler von Willem Doudijns in La Haye. Er lebte von 1680 bis 1690 in Rom. Er war spezialisiert in den allegorischen Historien. Die Verjüngung der Ammen von Bacchus.

- Holländische Schule
- Anthonie Jansz. van der Croos,
Ansicht von Leyde.
- Henry Ferguson, Landschaft mit Hirtin und Herde vor antiken Ruinen.
- Barend Graat, Porträt einer Familie in einer Landschaft.
- Dirck Hals,
Galante Szene.
- Joris van der Haagen,
Umgebung von Arnhem.
- Abraham Hondius,
Bärenjagd.
- Jan van Huijsum,
Blumen und Früchte.
- Jan Lagoor,
Bewaldete Landschaft.
- Nicolas Maes,
Kind und Triton.
- Paulus Moreelse,
Madame Van Schurman.
- Aernout van der Neer,
Holländisches Dorf am Rand des Kanals.
- Jan van Goyen,
 Bauernhof an der Küste.
- Martinus Schouman,
Seestück.
- Cornelis van Spaendonck,
Vase mit Blumen und Nest.
- David Teniers der Ältere,
Holländisches Interieur.
- David Teniers der Jüngere,
Die Holzfäller.
- Willem van de Velde der Jüngere,
Seestück.
- Nicolaas Verkolje,
Amor schläft bei Venus.
- Jacob de Wet,
Die Geburt Christi.
- Domenicus van Wijnen, Die Verjüngung der Ammen von Bacchus.

##### Schule aus Flandern
- Nicasius Bernaerts (1620–1678), flämischer Tiermaler und Stilllebenmaler Schüler von Frans Snyders, er wurde Meister von Alexandre-François Desportes: Jagdstillleben; Kampf der Hunde und Katzen.
- Jan Brueghel der Ältere (1568–1625), flämischer Barockmaler. Meister der Lukasgilde in Antwerpen, er arbeitete in der Werkstatt von Peter Paul Rubens: Landschaft mit Personen.
- Frans Francken II (1581–1642), flämischer Maler der Niederlande. Bekannt für seine kleinformatigen Werke mit mythologischen, allegorischen und historisch-religiösen Sujets: Die 7 Werke der Barmherzigkeit.
- Cornelis Norbertus Gysbrechts (um 1630– nach 1675), flämischer Maler aktiv in der zweiten Hälfte des 17. Jahrhunderts und spezialisiert in Stillleben und Trompe-l’œil: Stillleben und trompe-l'œil.
- Philipp Ferdinand Hamilton (1664–1750), flämischer Maler, aktiv am Hof von Wien bis zu seinem Tod: Jagdattribute.
- Jacob Jordaens (1593–1678), flämischer Maler und Grafiker: Die Versuchung der heiligen Magdalena.
- Alexander Keirincx (1600–1652): Die Rast der Nymphen.
- Jan Baptist Lambrechts (1680–1732) flämischer Maler, bekannt für seine Genreszenen von Trinkern, Köchen, Bediensteten, Gemüseverkäufer, tanzende Bauern: Szene in einem Nachtlokal.
- Michiel Jansz. van Mierevelt (1567–1641) Maler des goldenen Zeitalters, Porträtmaler, ungefähr 500 Werke sind ihm zugeschrieben: Porträt eines Mannes, Porträt einer Frau.

- Schule aus Flandern
- Nicasius Bernaerts,
Jagdstillleben.
- Nicasius Bernaerts,
Kampf von Hunden und Katzen.
- Jan Brueghel der Ältere,
Landschaft mit Personen.
- Frans Francken II,
Die 7 Werke der Barmherzigkeit.
- Cornelis Norbertus Gysbrechts,
Stillleben, trompe-l'œil.
- Jacob Jordaens,
Die Versuchung der Heiligen Magdalena.
- Philipp Ferdinand de Hamilton, Jagdattribute.
- Jan Baptist Lambrechts,
Szene in einem Nachtlokal.
- Alexander Keirincx, Die Rast der Nymphen.
- Michiel Jansz. van Mierevelt,
Porträt eines Mannes.
- Michiel Jansz. van Mierevelt,
Porträt einer Frau.

##### Spanische Schule
- Juan de Arellano (1614–1676), Barockmaler, Schüler von Juan de Solis, spezialisiert in Blumenmalerei: Blumenkorb.
- José de Ribera (1591–1652), spanischer Barockmaler und Grafiker. Er ist einer der Vertreter des Tenebrismo und der neapolitanischen Schule: Die Tränen des Heiligen Petrus.
- Josep Maria Sert (1874–1945), Maler und spanischer Fotograf: Tobias und der Engel.

- Spanische Schule
- Juan de Arellano,
 Blumenkorb.
- José de Ribera,
 Die Tränen des Heiligen Petrus.
- José Maria Sert,
 Tobias und der Engel.

##### Englische Schule
- Henry Nelson O’Neil (1817–1880): Der Frühling, zwei Bilder.

#### Skulptur
- Hubert Lavigne (1818–1882), Bildhauer, Kleiner Faun (1866). Schenkung des Staats.
- Antoine Bourdelle (1861–1929), Bildhauer, Schüler von Alexandre Falguière: Achille Laugé, 1884, Büste in Gips.
- Alexandre Falguière (1831–1900), Bildhauer und französischer Maler, Schüler von Albert-Ernest Carrier-Belleuse und von François Jouffroy: Jacques Gamelin, Bronzebüste.
- Ayram (aktiv im 19. Jahrhundert): Fabre d'Eglantine, 2. Hälfte des 19. Jahrhunderts, Büste aus Gips.
- Denys Puech (1854–1942), Bildhauer, Schüler von François Jouffroy dann von Alexandre Falguière und von Henri Chapu: Büste von Eugène Poubelle, 1897, Carraramarmor.
- Henry Maurette (1834–1898): Büste von Casimir Courtejaire, 1897, Carraramarmor.
- Yvonne Gisclard-Cau (1902–1990): Frauentorso, 1946.
- Paul Manaut (1882–1959): Junge Mutterschaft, 1946.

- Skulpturen der französischen Schule des 19. Jahrhunderts
- Hubert Lavigne, Kleiner Faun, (1866).
- Alexandre Falguière, Jacques Gamelin.
- Ayram, Fabre d'Eglantine.
- Denys Puech, Büste von Eugène Poubelle (1897).
- Henry Maurette, Büste von Casimir Courtejaire (1897).
- Antoine Bourdelle, Büste von Achille Laugé (1884).

#### Archäologie
- Delphin aus Sandstein aus Pezens stammt von dem monumentalen Brunnen, erbaut um 1676 auf der Place Carnot in Carcassonne.[7]
- Emblem der unteren Stadt von Carcassonne mit dem Bildnis des Lamm Gottes aus Kalkstein des 14. Jahrhunderts.[8]

- Delphin aus Sandstein (17. Jahrhundert).
- Emblem der unteren Stadt von Carcassonne.

#### Kunstgewerbe
Das Museum zeigt eine Sammlung von Objekten, die Uhrenpendel und Fayencen aus Moustiers, aus Marseille und aus Delft.

##### Goldschmiedekunst
Zwei Vitrinen zeigen eine Sammlung von Stücken der Goldschmiedekunst des 18. Jahrhunderts, hauptsächlich lokal aus Toulouse, Limoux und Carcassonne. Einige Werke sind von den Meistergoldschmieden: Louis Ier Samson (1692–1752), Jean-Louis Duran (1715–1785), Etienne Siffren-Marrel (18. Jahrhundert), Philippe Aribaud (1736–1788), François Raffin (1746–1798) oder Jean-Pierre Aribaud I (1719–1761) et Jean-Pierre Aribaud II (1758–1820).

#### Objekte aus der Zeit des Premier Empire
Das Museum besitzt einige Werke, die von der Familie des Baron Guillaume Peyrusse vererbt wurden, Schatzmeister des Kaisers und seines Bruders André, Sekretär des General Kléber. 2011 entdeckte man in den Lagern das Fernrohr, mit dem sich Napoleon I. auf der Brigg l'Inconstant auf seiner Rückkehr von der Insel Elba behalf.
Außerdem wird der Dolch von Souleyman el-Halaby ausgestellt, mit dem der General Kléber 1800 in Ägypten ermordet wurde.
- Fernrohr, welches Napoleon Bonaparte 1815 bei seiner Rückkehr von der Insel Elba benutzte
- Porträt des Baron Guillaume Peyrusse, signiert von Edouard-Joseph Corbet (1772–1825)
- Der Dolch, mit dem General Jean-Baptiste Kléber ermordet wurde

## Konservatoren
- Jacques-François Gamelin (1774–1871), Konservator von 1836 bis 1862.
- Jean Jalabert (1815–1900), Konservator von 1862 bis 1888.
- Émile Roumens (1825–1901), Konservator von 1894 bis 1901.
- René Nelli (1906–1982), Konservator von 1947 bis 1964.
- René Descadeillas (1909–1986), Konservator von 1964 bis 1980.
- Camille Viguier, Konservator von 1980 bis 1987.
- Jean-François Mozziconacci, Konservator von 1987 bis 1992.
- Marie-Noëlle Maynard, Chefkonservator von 1992 bis 2017[13].
- Emilie Frafil, Konservator interim von 2017 bis 2018.
- Nadége Favergeon, Attaché der Konservation von 2018 bis 2019[14].
- Émilie Frafil, Attaché der Konservation, seit dem 1. August 2019.

## Bibliographie
- Marie-Noelle Maynard: Guide des collections du musée des Beaux-Arts de Carcassonne, 2011.
- Musée des beaux-arts de Carcassonne, 25 ans d'amitié, une belle synergie, catalogue de l'exposition, 77.p, 2023. Édition In Extenso, ISBN 978-2-38524-014-1.
- Martin Bressani, Gaël Favier, Viollet-le Duc, trésors d'exception, catalogue de l'exposition, 109.p, 2023. Édition In Extenso, ISBN 978-2-38524-010-3.
- Marie-Noëlle Maynard, Émilie Frafil, Zoé Beauval, «Hercule combattant l'hydre de Lerne» de Théodore Caruelle d'Aligny, Le petit salon, Invitation à la découverte, carnet n°3, Musée des beaux-arts de Carcassonne, 2022, ISBN 979-10-91148-93-1.
- Anne-Marie Le Bon, Jean de La Fontaine, Le petit salon, Invitation à la découverte, carnet Nr. 2, Musée des beaux-arts de Carcassonne, 2021, ISBN 979-10-91148-74-0.
- Marie-Noëlle Maynard, Zoé Beauval, Danielle Constantin-Subra, Jacques Gamelin, Le petit salon, Invitation à la découverte, carnet Nr. 1, Musée des beaux-arts de Carcassonne, 2020 ISBN 979-10-91148-67-2.
- Musée des beaux-arts de Carcassonne, Carcassonne, ville d'art et d'artistes, 2019, 58.p., Imprimerie Antoli, Carcassonne.
- Musée des beaux-arts de Carcassonne, Collections et curiosités, 2018, Imprimerie Antoli, Carcassonne.
- Claude Marquié, Carcassonne insolite et méconnue - Rencontres originales au musée des beaux-arts, 2017, Editions Sutton.
- Musée des beaux-arts de Carcassonne, Jacques Gamelin, le nouveau recueil d'ostéologie et de myologie, 2017, Imprimerie Sepec, Peronnas.
- Musée des beaux-arts de Carcassonne, Répertoire des peintures des 20e et 21e siècles, 2013, Imprimerie Antoli, Carcassonne.
- Musée des beaux-arts de Carcassonne, Répertoire des estampes, 2012, Imprimerie Laffont, Avignon.
- Musée des beaux-arts de Carcassonne, Du portrait au 19ème siècle, 2009, Imprimerie Antoli, Carcassonne.
- Musée des beaux-arts de Carcassonne, Par monts et par vaux, le paysage dans les collections du musée, 2007, Imprimerie Laffont, Avignon.
- Musée des beaux-arts de Carcassonne, Peintures des écoles étrangères, 2005, Imprimerie Mavit Sival, Carcassonne.
- Musée des beaux-arts de Carcassonne, Répertoire de l'école française des 17e et 18e siècles, 2004, Imprimerie Delta Color, Nîmes.
- Musée des beaux-arts de Carcassonne, Fleurs et botanique dans les collections du musée et de la bibliothèque municipale, 2003, Imprimerie Mavit Sival, Carcassonne.
- Musée des beaux-arts de Carcassonne, Catalogue des dessins, gouaches, pastels et aquarelles, 2002, Imprimerie Sival, Carcassonne.
- Musée des beaux-arts de Carcassonne, Faïences françaises dans les collections du musée, 1991, Imprimerie Bonnafous et fils, Carcassonne.
- Musée des beaux-arts de Carcassonne, Répertoire des peintures du XIX, 1990, Imprimerie D3, Rouffiac d'Aude.
- Musée des beaux-arts de Carcassonne, Jacques Gamelin, 1990, Imprimerie MV Graphic, Carcassonne.
- Musée des beaux-arts de Carcassonne, Préhistoire, La Crouzade, collection Théodore Rousseau, 1982, Imprimerie Sival, Carcassonne.
- Simone Mouton, Jacques Gamelin 1738-1803, catalogue de l'exposition au musée municipal, 1938, Imprimerie Gabelle, Carcassonne.
- Association des Amis de la Ville et de la Cité, catalogue de l'exposition d'art religieux du XI au XVI au musée municipal, 1935, Imprimerie Gabelle, Carcassonne.
- Musée de Carcassonne, Catalogue des tableaux et dessins exposés dans les galeries, 1894, Imprimerie Pierre Polère, Carcassonne
- Société des Arts et Sciences de Carcassonne, Catalogue de l'exposition artistique, archéologique et d'art rétrospectif, 1884, Imprimerie François Pomiès, Carcassonne.
- Musée de Carcassonne, Catalogue des tableaux et dessins exposés dans les galeries, 1878, Imprimerie Pierre Polère, Carcassonne.
- Musée de Carcassonne, Notice des tableaux et dessins exposés, 1864, Imprimerie François Pomiès, Carcassonne.
- Musée de Carcassonne, Notice des tableaux et dessins exposés dans les salles provisoires du Musée de Carcassonne, 1847, Imprimerie Pierre Polère, Carcassonne.
- Magazine, Le petit journal du Musée des beaux-arts de Carcassonne, 7 n° de 2011 à 2017.
- Bulletins de l'Association des Amis du Musée des beaux-arts de Carcassonne (60 n°).